# Copa Rio de 2007
A Copa Rio de Profissionais de  2007 foi a 12ª edição da Copa Rio, competição organizado pela Federação de Futebol do Estado do Rio de Janeiro. Após um ano sem ser disputada, a competição retornou dando vagas à Copa do Brasil de 2008 e o Campeonato Brasileiro da Série C de 2008. O Volta Redonda se sagrou, pela quarta vez, campeão ao vencer a Cabofriense, nos pênaltis.

## Regulamento

### Primeira fase
A primeira fase foi composta por 21 clubes divididos em cinco grupos: quatro de quatro equipes e um com cinco equipes. Os times jogaram entre si dentro do grupo e os quatro melhores campeões dos grupos avançaram diretamente à terceira fase. E o pior primeiro, todos os segundos colocados e os dois melhores terceiros passaram para a segunda fase.

### Segunda fase
A segunda fase foi disputada por oito clubes, divididos em quatro grupos de dois clubes cada. O melhor, em cada confronto, se classificou para a terceira fase da competição.

### Terceira fase
A terceira fase foi disputada por 12 equipes, divididas em quatro grupos de três cada. Ao final da fase, em confronto de ida e volta dentro da chave, os dois melhores se classificaram à quarta fase.

### Quarta fase
A quarta fase foi disputada por oito equipes, divididos em dois grupos de quatro cada. Ao final da fase, em confronto de ida e volta dentro da chave, o campeão de cada grupo decidiu o título da Copa Rio.

## Primeira fase

### Grupo A
| Pos | Equipe         | Pts | J | V | E | D | GP | GC | SG |
| --- | -------------- | --- | - | - | - | - | -- | -- | -- |
| 1   | Profute        | 12  | 6 | 4 | 0 | 2 | 14 | 7  | +7 |
| 2   | São Cristóvão  | 10  | 6 | 3 | 1 | 2 | 8  | 6  | +2 |
| 3   | Condor AC [-6] | 4   | 6 | 3 | 1 | 2 | 10 | 10 | +0 |
| 4   | Rio São Paulo  | 2   | 6 | 0 | 2 | 4 | 7  | 16 | -9 |

|               | CON | PRO      | RSP | SCR |
| ------------- | --- | -------- | --- | --- |
| Condor AC     | –   | 0–3 [wo] | 3–1 | 1–0 |
| Profute       | 1–2 | –        | 4–1 | 2–1 |
| Rio São Paulo | 3–3 | 1–3      | –   | 1–1 |
| São Cristóvão | 2–1 | 2–1      | 1–0 | –   |

### Grupo B
| Pos | Equipe             | Pts | J | V | E | D | GP | GC | SG  |
| --- | ------------------ | --- | - | - | - | - | -- | -- | --- |
| 1   | Bangu              | 14  | 6 | 4 | 2 | 0 | 12 | 4  | +8  |
| 2   | Casimiro de Abreu  | 8   | 6 | 2 | 2 | 2 | 13 | 11 | +2  |
| 3   | Macaé              | 7   | 6 | 2 | 1 | 3 | 7  | 7  | +0  |
| 4   | Semeando Cidadania | 4   | 6 | 1 | 1 | 4 | 4  | 14 | -10 |

|                    | BAN | CAS | MAC | CID |
| ------------------ | --- | --- | --- | --- |
| Bangu              | –   | 2–1 | 1–1 | 4–0 |
| Casimiro de Abreu  | 2–2 | –   | 1–2 | 2–2 |
| Macaé              | 0–1 | 2–3 | –   | 0–1 |
| Semeando Cidadania | 0–2 | 1–4 | 0–2 | –   |

### Grupo C
| Pos | Equipe           | Pts | J | V | E | D | GP | GC | SG  |
| --- | ---------------- | --- | - | - | - | - | -- | -- | --- |
| 1   | Tigres do Brasil | 14  | 6 | 4 | 2 | 0 | 9  | 3  | +6  |
| 2   | Portuguesa-RJ    | 12  | 6 | 3 | 3 | 0 | 13 | 5  | +8  |
| 3   | Mesquita         | 5   | 6 | 1 | 2 | 3 | 5  | 7  | -2  |
| 4   | Bela Vista       | 1   | 6 | 0 | 1 | 5 | 0  | 12 | -12 |

|                  | BVI | MES      | POR      | TIG |
| ---------------- | --- | -------- | -------- | --- |
| Bela Vista       | –   | 0–3 [wo] | 0–3 [wo] | 0–1 |
| Mesquita         | 0–0 | –        | 1–1      | 0–1 |
| Portuguesa-RJ    | 3–0 | 3–1      | –        | 1–1 |
| Tigres do Brasil | 2–0 | 2–0      | 2–2      | –   |

### Grupo D
| Pos | Equipe            | Pts | J | V | E | D | GP | GC | SG  |
| --- | ----------------- | --- | - | - | - | - | -- | -- | --- |
| 1   | Olaria            | 17  | 8 | 5 | 2 | 1 | 20 | 10 | +10 |
| 2   | Duque de Caxias   | 15  | 8 | 4 | 3 | 1 | 19 | 5  | +14 |
| 3   | Estácio de Sá     | 12  | 8 | 3 | 3 | 2 | 10 | 6  | +4  |
| 4   | Campo Grande      | 9   | 8 | 2 | 3 | 3 | 9  | 12 | -3  |
| 5   | União de Marechal | 1   | 8 | 0 | 1 | 7 | 2  | 27 | -25 |

|                   | CGR | DCA | EST | OLA | UMH |
| ----------------- | --- | --- | --- | --- | --- |
| Campo Grande      | –   | 0–0 | 0–0 | 2–4 | 3–0 |
| Duque de Caxias   | 4–0 | –   | 1–0 | 1–2 | 5–0 |
| Estácio de Sá     | 3–2 | 1–1 | –   | 0–1 | 3–0 |
| Olaria            | 1–2 | 2–2 | 1–1 | –   | 4–0 |
| União de Marechal | 0–0 | 0–5 | 0–2 | 2–5 | –   |

### Grupo E
| Pos | Equipe       | Pts | J | V | E | D | GP | GC | SG |
| --- | ------------ | --- | - | - | - | - | -- | -- | -- |
| 1   | Silva Jardim | 14  | 6 | 4 | 2 | 0 | 9  | 3  | +6 |
| 2   | CFZ-RJ       | 10  | 6 | 3 | 1 | 2 | 7  | 6  | +1 |
| 3   | Villa Rio    | 9   | 6 | 2 | 3 | 1 | 9  | 7  | +2 |
| 4   | Rubro Social | 0   | 6 | 0 | 0 | 6 | 1  | 10 | -9 |

|              | CFZ | RUB | SJA | VIL |
| ------------ | --- | --- | --- | --- |
| CFZ-RJ       | –   | 1–0 | 0–1 | 2–1 |
| Rubro Social | 0–3 | –   | 0–1 | 0–2 |
| Silva Jardim | 3–0 | 1–0 | –   | 2–2 |
| Villa Rio    | 1–1 | 2–1 | 1–1 | –   |

## Segunda fase

### Grupo F
| Pos | Equipe        | Pts | J | V | E | D | GP | GC | SG |
| --- | ------------- | --- | - | - | - | - | -- | -- | -- |
| 1   | São Cristóvão | 4   | 2 | 1 | 1 | 0 | 3  | 1  | +2 |
| 2   | Estácio de Sá | 1   | 2 | 0 | 1 | 1 | 1  | 3  | -2 |

|               | EST | SCR |
| ------------- | --- | --- |
| Estácio de Sá | –   | 0–2 |
| São Cristóvão | 1–1 | –   |

### Grupo G
| Pos | Equipe            | Pts | J | V | E | D | GP | GC | SG |
| --- | ----------------- | --- | - | - | - | - | -- | -- | -- |
| 1   | Villa Rio         | 3   | 2 | 1 | 0 | 1 | 4  | 2  | +2 |
| 2   | Casimiro de Abreu | 3   | 2 | 1 | 0 | 1 | 2  | 4  | -2 |

|                   | CAS | VIL |
| ----------------- | --- | --- |
| Casimiro de Abreu | –   | 1–0 |
| Villa Rio         | 4–1 | –   |

### Grupo H
| Pos | Equipe        | Pts | J | V | E | D | GP | GC | SG |
| --- | ------------- | --- | - | - | - | - | -- | -- | -- |
| 1   | Portuguesa-RJ | 6   | 2 | 2 | 0 | 0 | 3  | 1  | +2 |
| 2   | Profute       | 0   | 2 | 0 | 0 | 2 | 1  | 3  | -3 |

|               | POR | PRO |
| ------------- | --- | --- |
| Portuguesa-RJ | –   | 1–0 |
| Profute       | 1–2 | –   |

### Grupo I
| Pos | Equipe          | Pts | J | V | E | D | GP | GC | SG |
| --- | --------------- | --- | - | - | - | - | -- | -- | -- |
| 1   | Duque de Caxias | 6   | 2 | 2 | 0 | 0 | 5  | 1  | +4 |
| 2   | CFZ-RJ          | 0   | 2 | 0 | 0 | 2 | 1  | 5  | -4 |

|                 | CFZ | DCA |
| --------------- | --- | --- |
| CFZ-RJ          | –   | 1–2 |
| Duque de Caxias | 3–0 | –   |

## Terceira fase

### Grupo J
| Pos | Equipe        | Pts | J | V | E | D | GP | GC | SG |
| --- | ------------- | --- | - | - | - | - | -- | -- | -- |
| 1   | Volta Redonda | 7   | 4 | 2 | 1 | 1 | 4  | 4  | +0 |
| 2   | Olaria        | 6   | 4 | 2 | 0 | 2 | 8  | 3  | +5 |
| 3   | São Cristóvão | 4   | 4 | 1 | 1 | 2 | 2  | 7  | -5 |

|               | OLA | SCR | VOL |
| ------------- | --- | --- | --- |
| Olaria        | –   | 0–1 | 2–0 |
| São Cristóvão | 0–5 | –   | 1–2 |
| Volta Redonda | 2–1 | 0–0 | –   |

### Grupo K
| Pos | Equipe    | Pts | J | V | E | D | GP | GC | SG  |
| --- | --------- | --- | - | - | - | - | -- | -- | --- |
| 1   | Bangu     | 12  | 4 | 4 | 0 | 0 | 12 | 0  | +12 |
| 2   | America   | 4   | 4 | 1 | 1 | 2 | 2  | 9  | -7  |
| 3   | Villa Rio | 1   | 4 | 0 | 1 | 3 | 1  | 6  | -5  |

|           | AME | BAN | VIL |
| --------- | --- | --- | --- |
| America   | –   | 0–5 | 1–1 |
| Bangu     | 3–0 | –   | 3–0 |
| Villa Rio | 0–1 | 0–1 | –   |

### Grupo L
| Pos | Equipe        | Pts | J | V | E | D | GP | GC | SG |
| --- | ------------- | --- | - | - | - | - | -- | -- | -- |
| 1   | Cabofriense   | 7   | 4 | 2 | 1 | 1 | 6  | 4  | +2 |
| 2   | Portuguesa-RJ | 5   | 4 | 1 | 2 | 1 | 7  | 7  | +0 |
| 3   | Silva Jardim  | 4   | 2 | 1 | 1 | 2 | 8  | 10 | -2 |

|               | CAB | POR | SIL |
| ------------- | --- | --- | --- |
| Cabofriense   | –   | 0–1 | 3–2 |
| Portuguesa-RJ | 1–1 | –   | 3–3 |
| Silva Jardim  | 0–2 | 3–2 | –   |

### Grupo M
| Pos | Equipe           | Pts | J | V | E | D | GP | GC | SG |
| --- | ---------------- | --- | - | - | - | - | -- | -- | -- |
| 1   | Nova Iguaçu      | 7   | 4 | 2 | 1 | 1 | 5  | 4  | +1 |
| 2   | Duque de Caxias  | 6   | 4 | 2 | 0 | 2 | 5  | 5  | +0 |
| 3   | Tigres do Brasil | 4   | 4 | 1 | 1 | 2 | 5  | 6  | -1 |

|                  | DCA | NOV | TIG |
| ---------------- | --- | --- | --- |
| Duque de Caxias  | –   | 2–0 | 2–1 |
| Nova Iguaçu      | 2–0 | –   | 1–0 |
| Tigres do Brasil | 2–1 | 2–2 | –   |

## Quarta fase

### Grupo N
| Pos | Equipe          | Pts | J | V | E | D | GP | GC | SG |
| --- | --------------- | --- | - | - | - | - | -- | -- | -- |
| 1   | Volta Redonda   | 12  | 6 | 3 | 3 | 0 | 8  | 3  | +5 |
| 2   | Bangu           | 11  | 6 | 3 | 2 | 1 | 10 | 5  | +5 |
| 3   | Duque de Caxias | 5   | 6 | 1 | 2 | 3 | 3  | 8  | -5 |
| 4   | Portuguesa-RJ   | 4   | 6 | 1 | 1 | 4 | 5  | 10 | -5 |

|                 | BAN | DCA | POR | VOL |
| --------------- | --- | --- | --- | --- |
| Bangu           | –   | 2–0 | 4–1 | 1–2 |
| Duque de Caxias | 0–0 | –   | 1–3 | 1–1 |
| Portuguesa-RJ   | 1–2 | 0–1 | –   | 0–0 |
| Volta Redonda   | 1–1 | 2–0 | 2–0 | –   |

### Grupo O
| Pos | Equipe      | Pts | J | V | E | D | GP | GC | SG |
| --- | ----------- | --- | - | - | - | - | -- | -- | -- |
| 1   | Cabofriense | 15  | 6 | 5 | 0 | 1 | 13 | 6  | +7 |
| 2   | Nova Iguaçu | 10  | 6 | 3 | 1 | 2 | 10 | 9  | +1 |
| 3   | Olaria      | 6   | 6 | 2 | 0 | 4 | 11 | 13 | -2 |
| 4   | America     | 4   | 6 | 1 | 1 | 4 | 6  | 12 | -6 |

|             | AME | CAB | NOV | OLA |
| ----------- | --- | --- | --- | --- |
| America     | –   | 2–3 | 1–2 | 2–1 |
| Cabofriense | 1–0 | –   | 1–0 | 3–1 |
| Nova Iguaçu | 1–1 | 3–2 | –   | 2–1 |
| Olaria      | 4–1 | 1–3 | 3–2 | –   |

## Final

### Jogo de ida
| 02 de agosto de 2007 | Volta Redonda                                | 3 – 1 | Cabofriense       | Estádio Raulino de Oliveira, Volta Redonda                                                                   |
|                      | Júlio César 12' · Buti 33' · Júlio César 54' |       | Marcos Marins 70' | Público: 2,003 Árbitro: Marcelo de Souza Pinto Auxs: Jorge Luiz Campos Roxo e Vinicius da Vitória Nascimento |

| Volta Redonda | Cabofriense |

|                 |    |             |                                             |  |                               |
|                 |    |             |                                             |  |                               |
| G               | 1  | Edinho      |                                             |  |                               |
| Z               | 2  | Ailson      |                                             |  |                               |
| Z               | 3  | Alemão      |                                             |  |                               |
| Z               | 4  | Anderson    |                                             |  |                               |
| AD              | 6  | Júlio César |                                             |  |                               |
| V               | 5  | Alexandre   |                                             |  |                               |
| V               | 8  | Léo         | Penalizado com cartão amarelo               |  |                               |
| M               | 10 | Gláuber     |                                             |  |                               |
| AE              | 7  | Amaral      |                                             |  |                               |
| A               | 9  | Fábio       | Penalizado com cartão amarelo · Substituído |  |                               |
| A               | 11 | Buti        | Penalizado com cartão amarelo               |  |                               |
| Substituições:  |    |             |                                             |  |                               |
|                 |    | Fabinho     | Entrou em campo                             |  |                               |
|                 |    | Orlando     | Entrou em campo                             |  | Penalizado com cartão amarelo |
|                 |    | Lima        | Entrou em campo                             |  |                               |
| Treinador:      |    |             |                                             |  |                               |
| Valter Ferreira |    |             |                                             |  |                               |

|                |           |                 |                 |  |
|                |           |                 |                 |  |
| G              | 1         | Flávio          |                 |  |
| LD             | 2         | Thiago          |                 |  |
| Z              | 3         | Leandro Amaro   |                 |  |
| Z              | 4         | Douglas Assis   |                 |  |
| LE             | 6         | João Paulo      |                 |  |
| V              | 5         | Márcio          |                 |  |
| V              | 8         | Marcos Marins   |                 |  |
| M              | 7         | Tenório         |                 |  |
| M              | 10        | Lucas           |                 |  |
| A              | 9         | Neilor          |                 |  |
| A              | 11        | Roberto         |                 |  |
| Substituições: |           |                 |                 |  |
|                |           | Alessandro      | Entrou em campo |  |
|                | Janderson | Entrou em campo |                 |  |
| Treinador:     |           |                 |                 |  |
| Ailton         |           |                 |                 |  |

### Jogo da volta
| 08 de agosto de 2007 | Cabofriense            | 2 – 0 | Volta Redonda | Estádio Alair Corrêa, Cabo Frio |
|                      | Roberto 55' · Alex 75' |       |               | Público: não divulgado Árbitro: Luís Antônio Silva dos Santos (RJ) Auxs: Ediney Guerreiro Mascarenhas e Marco Aurélio dos Santos Pessanha (RJ) |

|  |       | Penalidades |
|  | 2 – 4 |             |

| Cabofriense | Volta Redonda |

|                |    |                |     |  |
|                |    |                |     |  |
| G              | 1  | Flavio         |     |  |
| LD             | 2  | Tiago 45'      |     |  |
| Z              | 3  | Leandro Amaro  |     |  |
| Z              | 4  | Douglas        |     |  |
| LE             | 6  | Janderson      |     |  |
| V              | 5  | João Paulo 45' |     |  |
| V              | 8  | Marcos Marins  |     |  |
| M              | 7  | Tenório 48'    |     |  |
| M              | 10 | Lucas          |     |  |
| A              | 9  | Eraldo         |     |  |
| A              | 11 | Roberto        |     |  |
| Substituições: |    |                |     |  |
|                |    | Alex           | 45' |  |
|                |    | Valdir         | 45' |  |
|                |    | Marcio         | 48' |  |
| Treinador:     |    |                |     |  |
| Ailton         |    |                |     |  |

|                 |    |             |     |  |  |
|                 |    |             |     |  |  |
| G               | 1  | Edinho      |     |  |  |
| Z               | 2  | Ailson      |     |  |  |
| Z               | 3  | Alemão      |     |  |  |
| Z               | 4  | Anderson    |     |  |  |
| AD              | 6  | Júlio César |     |  |  |
| V               | 5  | Alexandre   |     |  |  |
| V               | 8  | Léo         |     |  |  |
| M               | 10 | Lima        |     |  |  |
| AE              | 7  | Amaral 61'  |     |  |  |
| A               | 9  | Fábio       | 61' |  |  |
| A               | 11 | Buti        |     |  |  |
| Substituições:  |    |             |     |  |  |
|                 |    | Fabinho     | 61' |  |  |
|                 |    | Orlando     | 61' |  |  |
| Treinador:      |    |             |     |  |  |
| Valter Ferreira |    |             |     |  |  |

## Premiação
| Copa Rio 2007                     |
| --------------------------------- |
| Volta Redonda Campeão (4º título) |